# Neoclytus clavipes
Neoclytus clavipes är en skalbaggsart som först beskrevs av Louis Alexandre Auguste Chevrolat 1860.  Neoclytus clavipes ingår i släktet Neoclytus och familjen långhorningar.
Artens utbredningsområde är Guatemala. Inga underarter finns listade i Catalogue of Life.